# William H. Wiley

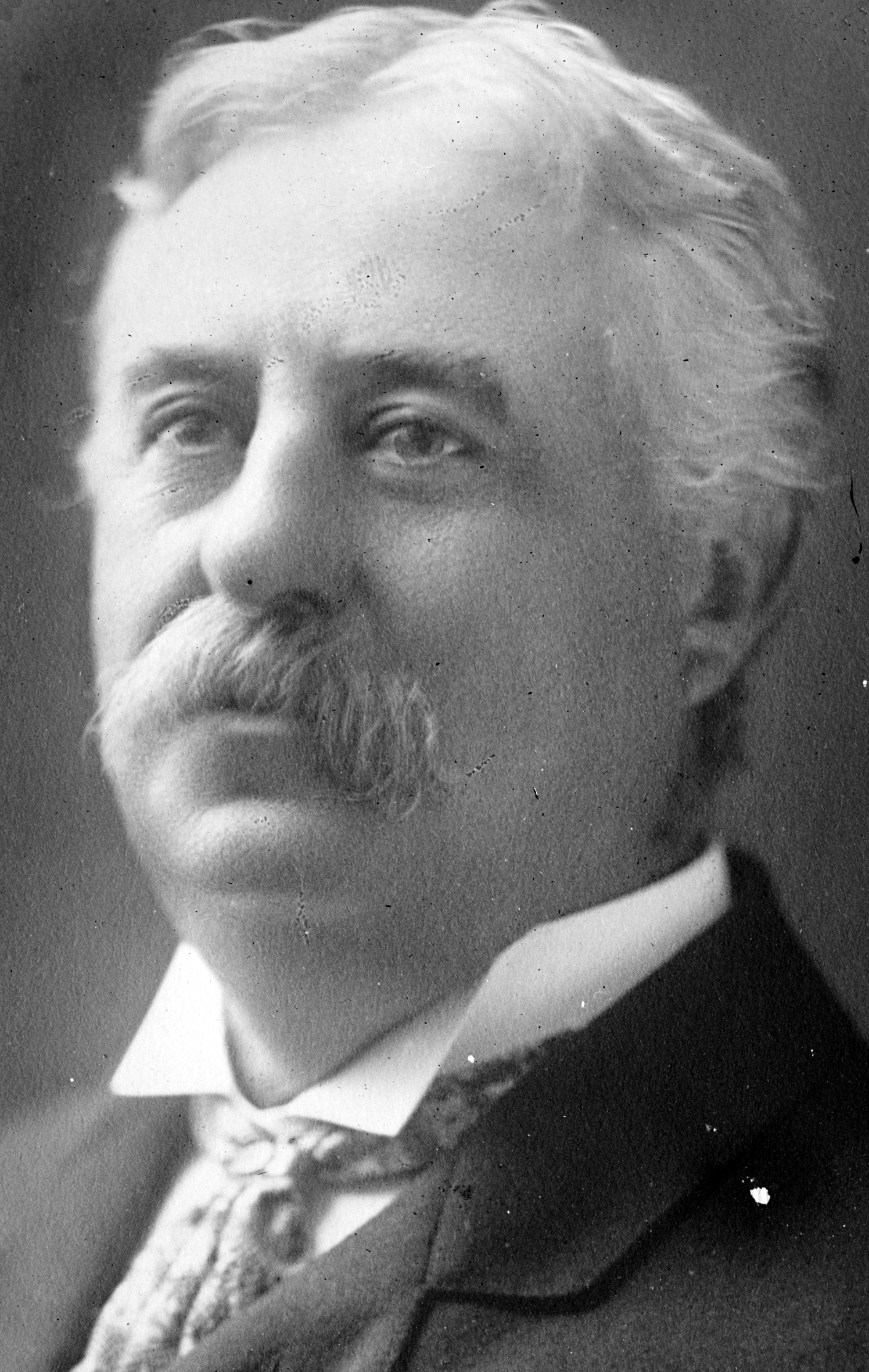
William H. Wiley

William Halsted Wiley (* 10. Juli 1842 in New York City; † 2. Mai 1925 in East Orange, New Jersey) war ein US-amerikanischer Politiker. Zwischen 1903 und 1911 vertrat er zweimal den Bundesstaat New Jersey im US-Repräsentantenhaus.

## Werdegang
William Wiley besuchte private Schulen und danach bis 1861 das College of the City of New York. Während des Bürgerkrieges diente er bis 1864 im Heer der Union. Dabei stieg er bis zum Brevet-Major auf. Nach dem Krieg setzte er seine Ausbildung am Rensselaer Polytechnic Institute in Troy fort. Danach besuchte er bis 1868 die Columbia College School of Mines. Anschließend arbeitete er in der Baubranche. Für einige Jahre betrieb er auch ein Bergwerk. Gleichzeitig begann er als Mitglied der Republikanischen Partei eine politische Laufbahn. In den Jahren 1886 bis 1888 saß er im Gemeinderat von East Orange, dessen Vorsitzender er für ein Jahr war. 1904 gehörte er der Kommission aus New Jersey auf der Louisiana Purchase Exposition in St. Louis an.
Bei den Kongresswahlen des Jahres 1902 wurde Wiley im achten Wahlbezirk von New Jersey in das US-Repräsentantenhaus in Washington, D.C. gewählt, wo er am 4. März 1903 die Nachfolge von Charles N. Fowler antrat. Nach einer Wiederwahl konnte er bis zum 3. März 1907 zwei Legislaturperioden im Kongress absolvieren. Im Jahr 1906 wurde er von seiner Partei nicht zur Wiederwahl nominiert. Nach einer erneuten Wahl im Jahr 1908 konnte er zwischen dem 4. März 1909 und dem 3. März 1911 eine weitere Amtszeit im US-Repräsentantenhaus verbringen. Dabei war er Nachfolger von Le Gage Pratt, der 1907 sein Mandat zwischenzeitlich übernommen hatte. Im Jahr 1910 wurde er nicht wiedergewählt.
Nach dem Ende seiner Zeit im US-Repräsentantenhaus arbeitete Wiley als Verleger in New York. Dabei wohnte er in East Orange. Während des Ersten Weltkrieges war er Repräsentant der American Society of Mechanical Engineers. Außerdem war er Vorsitzender des nationalen Bereitschaftsausschusses (National Preparedness Committee). William Wiley starb am 2. Mai 1925 in East Orange.